# 路易吉·拉皮尼
路易吉·拉皮尼（義大利語：Luigi Rapini，1924年7月21日—2013年9月18日），意大利男子篮球运动员。他曾代表意大利参加1948年和1952年夏季奥林匹克运动会篮球比赛，均获得第十七名。他于2013年在博洛尼亚去世。